# Хав'єр Ерауд
Хав'є́р Луї́с Ерау́д Пе́рес (ісп. Javier Luis Heraud Pérez, також відомий як Хав'єр Ерó; *19 січня 1941 — 15 травня 1963) — перуанський поет і революціонер.

## З життєпису
Походить із забезпеченої аристократичної сім'ї, був третьою дитиною, мав трьох сестер і двох братів, включаючи відомого перуанського вченого Хорхе Еро Переса. Став одним з найкращих студентів філологічного факультету Папського католицького університету Перу і вступив на юридичний факультет Університету Сан-Маркос, де зблизився з революційною інтелігенцією. Паралельно, починаючи від 1958 року викладав в промисловому інституті.
Вважався надією перуанської поезії: 18-річним вже виступив зі збіркою віршів «Річка» (El río, 1960), а за наступну книгу «Подорож» (El viaje) у грудні 1960 року був разом з Сесаром Кальво був відзначений премією молодим авторам за перше місце в конкурсі «молодий поет Перу».
У 1961 році вступив у лави лівого Соціально-прогресивного руху і брав участь у демонстраціях проти прийому в Перу віце-президента США Ніксона.
29 березня 1962 року з метою вивчення місцевого кінематографу вирушив на Кубу, де мав зустріч з Фіделем Кастро. У липні 1962 року відвідав Всесвітній форум молоді в Москві (провів в СРСР 15 діб), також побував у Китаї, Парижі (де побував на могилі Сесара Вальєхо) і Мадриді, звідки наприкінці жовтня повернувся до Ліми.
Коли після перемоги Кубинської революції по всьому континенту спалахували вогнища революційної боротьби, і Хав'єр Еро повернувся в Перу, аби під псевдонімом «Родріго Мачадо» стати учасником однієї з перших ліворадикальних партизанських груп — Армії національного звільнення, яка вела боротьбу проти військової хунти Рікардо Переса Годоя і Ніколаса Ліндлея.
У січні 1963 року група з 15 осіб на чолі з 21-річним Еро й Аленом Еліасом перетнула Болівію і зайшла у Південне Перу. Змучений лейшманіозом загін спробував перейти річку Мадре-де-Дьйос навпроти розташованого у сельві містечка Пуерто-Мальдонадо, щоб дістати там медикаменти, однако влада довідалась про це, і 15 травня беззбройного Еро, який стояв на човні-довбанці застрелили в груди кулями «дум-дум».

## Книги
- El río (1960)
- El viaje (1961)
- Estación reunida (1961)
- Poesías completas y homenaje (1964)

## Пам'ять
Поет-співвітчизник Густаво Валькарсель присвятив Хав'єру Еро вірш.
Вірші Ерауда перекладено багатьма мовами й видано у багатьох країнах.
У 2019 році в Перу вийшло 2 присвячені йому фільми — документальний і художній.